# احمد بن حسین ابوالعباس اذونی
ابوالعباس احمد بن الحسین بن باباالزیدی اذونی از علمای دینی قرن پنجم هجری بوده‌است. او در سال ۴۹۵ (قمری) در روستای اذون - که بعدها به «اوین» تغییر نام داد و شکل محله‌ای در شمال شهر تهران را به خود گرفت - متولد شد. نقل است که هرگاه او از اذون به ری می‌رفت، اهالی ری به وی تبرک می‌جستند و محضرش را مغتنم می‌شماردند. ابوسعد ورامینی از شاگردان او بوده‌است.

## غیر برخط
- تابلوهای اعلان هویت محلات شهر تهران:محله اوین

## برخط
لغت‌نامه دهخدا